# Neognostiek
Neognostiek is een religieuze stroming die de gnosis uit de oudheid met elementen uit het christelijk gedachtegoed herinterpreteert.
Neognostieke denkbeelden zijn in belangrijke mate gebaseerd op de oorspronkelijke gnostiek, maar voegen daaraan verschillende elementen uit de 20e-eeuwse  theosofie, antroposofie en newagebeweging toe.
De neognostiek heeft geen duidelijk afgebakend gedachtegoed. Ze wordt als een vorm van modern syncretisme gecombineerd met diverse opvattingen uit uiteenlopende mystieke en esoterische tradities. Een bindend element van de neognostiek is een aversie tegen de uitoefening van de godsdienst in traditioneel kerkelijk verband, zoals in de Rooms-Katholieke Kerk. 

## Neognostieke auteurs
- Tobias Churton
- Timothy Freke
- Stephan Hoeller
- Jacob Slavenburg
- Hein Stufkens